# PU Возничего
PU Возничего (лат. PU Aurigae), HD 34269 — одиночная переменная звезда в созвездии Возничего на расстоянии приблизительно 568 световых лет (около 174 парсеков) от Солнца. Видимая звёздная величина звезды — от +5,78m до +5,55m.

## Характеристики
PU Возничего — красный гигант, пульсирующая медленная неправильная переменная звезда (LB:) спектрального класса M4III или Mb. Радиус — около 97,22 солнечных, светимость — около 1235,253 солнечных. Эффективная температура — около 3482 К.